# Tanácsnok
A tanácsnok hagyományosan szélesebb értelemben valamely tanácstestület tagja, aki a tanácsnoki címe e hivatalánál fogva viseli. Később a városi községtanács tagjait nevezték csak így.
Ma Magyarországon a közigazgatásban használatos a tanácsnok fogalma, mint valamely terület felügyeletével megbízott önkormányzati képviselő címe.

## Az önkormányzatokban
A helyi önkormányzati  képviselő-testület az önkormányzati képviselők közül -  a polgármesternek vagy bármely önkormányzati képviselőnek a javaslatára - egy vagy több tanácsnokot választhat. A tanácsnok felügyeli a képviselő-testület által meghatározott önkormányzati feladatkörök ellátását.
A törvény lehetővé teszi, hogy az önkormányzati képviselő tanácsnok számára tiszteletdíj legyen megállapítható.
A tanácsnok megnevezésével, tiszteletdíjával és működésével kapcsolatos részletes szabályokat az adott helyi önkormányzat rendeletben állapítja meg.

### A fővárosban
A Fővárosi Közgyűlés 53/2014. (XII. 12.) Főv. Közgy. rendeletének IV. fejezete ("A tanácsnok") az alábbiakat rendeli:

„39. § (1) A Közgyűlés a képviselők közül - a 4. mellékletben meghatározott önkormányzati feladatkörök felügyeletének ellátására - önkormányzati és rendészeti tanácsnokot választ.
(2) A tanácsnok megbízatása megszűnik:
a) képviselői mandátuma megszűnésével,
b) határozott időre történő választás esetén a határozott idő elteltével,
c) meghatározott feladat ellátására történő választás esetén feladatának elvégzésével és az erről szóló jelentésnek a Közgyűlés által történő elfogadásával,
d) felmentéssel vagy
e) lemondással.
(3) A tanácsnok köteles feladatai ellátása során együttműködni a főpolgármesterrel és a bizottságokkal.
(4) A tanácsnok működéséhez a feltételeket a költségvetési keretéből kell biztosítani. A tanácsnok költségvetési kerete havonta a Fővárosi Önkormányzat tárgyévi költségvetésében jóváhagyott éves keret 1/12-ed része. A tanácsnok működéséhez a Fővárosi Önkormányzat által biztosított egyszeri alapellátás körét e rendelet 13. melléklete tartalmazza.”